# Polythene
Polythene è il primo album discografico del gruppo gallese Feeder, pubblicato nel 1997. L'album uscì nel maggio del 1997, ma nell'ottobre dello stesso anno venne ripubblicato con l'aggiunta del nuovo singolo High presente nella colonna sonora del film "Giovani, pazzi e svitati".

## Tracce
- I Edizione

1. Polythene Girl
2. My Perfect Day
3. Cement
4. Crash
5. Radiation
6. Suffocate
7. Descend
8. Stereo World
9. Tangerine
10. Waterfall
11. Forgive
12. 20th Century Trip

- II Edizione

1. Polythene Girl
2. My Perfect Day
3. Cement
4. High
5. Crash
6. Radiation
7. Suffocate
8. Descend
9. Stereo World
10. Change
11. Tangerine
12. Forgive
13. 20th Century Trip

## Singoli
- Tangerine (febbraio 1997)
- Cement (aprile 1997)
- Crash (agosto 1997)
- High (ottobre 1997)
- Suffocate (febbraio 1998)